# Väätimö
Väätimö är en sjö i Finland. Den ligger i kommunen Posio i landskapet Lappland, i den norra delen av landet, 700 km norr om huvudstaden Helsingfors. Väätimö ligger 280,5 meter över havet. Arean är 1,21 kvadratkilometer och strandlinjen är 12,97 kilometer lång. Sjön  ingår i Kemi älvs huvudavrinningsområde. 